# Codex Purpureus Rossanensis
O Codex  Purpureus Rossanensis designado por Σ ou 042 (Gregory-Aland), ε 18 (von Soden), encontrado na Catedral de Rossano, na Itália, é um manuscrito iluminado do século VI , escrito na altura da reconquista da peninsula itálica pelo Império Bizantino.
Conhecido como Codex Purpureus Rossanensis devido à cor aroxeada (purpureus em Latim) das suas páginas, é um dos manuscritos iluminados sobre o Novo Testamento mais antigos. O Codex é famoso devido ao seu ciclo prefatório de iluminuras acerca da Vida de Cristo. Estas iluminuras são normalmente dispostas em dois níveis, às vezes com textos do Antigo Testamento e figuras de profetas a apontar para os eventos do Novo Testamento representados no topo da página.
O Códex Petropolitanus Purpureus, junto com os manuscritos N, O, e  Φ, pertence ao grupo do Unciais Purpúreo. 
Actualmente encontra-se no Museu Diocesano em Rossano.

## História
O manuscrito foi datado como sendo do século VI pelo INFT.
O Codex foi descoberto em 1831 na sacristia da Catedral de Rossano, por Oskar von Gebhardt e Adolf von Harnack.
A 9 de Outubro de 2015, na cidade de Abu Dhabi, o comité internacional da UNESCO, reconheceu o Codex Purpureus Rossanensis como património mundial, incluindo-o no registo Memory of The World.

## Origem
Descoberto em 1831 na Catedral de Rossano, o Codex Purpureus Rossanensis é um dos manuscritos iluminados do Novo Testamento mais antigos. A data e o local da sua criação ainda são incertos.
O manuscrito é datado como sendo do século VI pelo INFT. Foi redigido após a recaptura da península italiana pelos Ostrogodos do Império Bizantino, depois da guerra de 535-553.

## Redescoberta
O manuscrito foi datado como sendo do século VI pelo INFT.
O Codex foi descoberto em 1831 na sacristia da Catedral de Rossano por Scipione Camporata e apresentado à comunidade científica pela primeira vez em 1883 pelos alemães Oskar von Gebhardt e Adolf von Harnack.
A 9 de Outubro de 2015, na cidade de Abu Dhabi, o comité internacional da UNESCO, reconheceu o Codex Purpureus Rossanensis como património mundial, incluindo-o no registo Memory of The World.
Contém tábulas do κεφαλαια (antes do Evangelho), as seções amonianas e os cânones eusebianos.

## Texto
O texto do Codex Purpureus Rossanensis é apresentado em ordem litúrgica, tal como outros manuscritos restaurados.
Os capítulos deste manuscrito estão organizados de acordo com o ano da igreja. Neste caso particular, as leituras seguem a ordem sasonal da Quaresma, contando os momentos da última semana de Jesus na terra e a sua morte.
Apesar de já não ser utilizado nas cerimónias cristãs, este manuscrito é importantíssimo para dissecar arte e simbolismo, bem como esclarecer sobre a crença cristã antiga.

## Descrição

###### Conteúdo
As suas iluminuras ajudam o leitor a ter uma perspetiva histórica, política, religiosa e espiritual mais profunda daquele tempo. 
No século VI, evangeliários tinham dois tipos de apresentação: ordem bíblica ou ordem litúrgica. Ordem litúrgica significa que as passagens são organizadas de acordo com o calendário da igreja, que começa no Advento e acaba no Pentecostes. As iluminuras do Codex Purpureus Rossanensis são separadas dos textos dos Evangelhos e são organizadas de acordo com o calendário da altura da Quaresma.
O Codex, agora incompleto, contém a totalidade do Evangelho de S. Mateus e a maioria do Evangelho de S. Marco, apenas em falta Marco 16:14-20. Pensa-se que tenha existido um segundo volume com os restantes evangelhos, perdido entretanto.
O manuscrito contém a Epistula ad Carpianum (A Carta de Eusébio a Carpiano), um índice antes de cada Evangelho, títulos no topo das páginas e ainda referências aos canones eusabianos.
O texto do Codex está em concordância com o tipo de texto Bizantino, com semelhança ao Codex Purpureus Petropolitanus. O Codex Purpureus Rossanensis, juntamente com os manuscritos N, O e Φ, pertence ao grupo dos Unciais Purpura, na Categoria V.
Em Mateus 1:11, está incluída a leitura adicional τον Ιωακιμ, Ιωακιμ δε εγεννησεν (Joakim, Joakim begot) — M U Θ f1 33 258 478 661 954 1216 1230 1354 1604 Lectionary 54 syrh geo.
Em Mateus 23:25, está escrito ακαθαρσιας for ακρασιας, uma leitura apoiada por Latim Antigo, o manuscrito Syriac Sinaiticus e pela versão Copta da Bíblia.

###### Materiais
O Codex Purpureus Rossanensis é um dos manuscritos mais antigos a ser escrito com tinta de ouro e de prata num pergaminho roxo, com tons entre o púrpura escuro e o vermelho acastanhado.
O Vienna Genesis e o Codex Sinopensis também são escritos em pergaminho roxo. Na Idade Média acreditava-se que o roxo era um símbolo de realeza e de santidade, e sendo Jesus Cristo a presença de Deus na Terra, este é merecedor da cor roxa.
O pergaminho deste manuscrito é feito de pele de vaca; quanto mais fino o pergaminho, melhor a qualidade.
O manuscrito (300mm por 250mm) foi escrito num bloco quadrado de 215mm, apresentando-se em duas colunas com 20 linhas cada. Na Idade Média, o uso de tinta dourada ou prateada tinha conotações religiosas, refletindo a presença de Deus.

## Decoração
Em muitas das iluminuras, os olhos das figuras da população não se encontram focados no sujeito da pintura, sugerindo que este se encontrava noutra posição na página quando foi pintado pela primeira vez.
Na iluminura "Cristo diante de Pilatos" é representado o julgamento de Jesus Cristo, onde Poncio Pilatos está sentado rodeado pelo povo. Uma forma que se assemelha a uma aurelia está desenhada em torno de toda a imagem e as pessoas estão arranjadas num semi-círculo. Separada por uma linha, na metade de baixo da página, podemos ver a imagem de Jesus Cristo à frente de Poncio Pilatos, juntamento com outras figuras que o acompanham.
Se desenhássemos uma linha à volta da imagem, esta tomaria a forma de um arco. O modelo de uma abside mostra o quão facilmente a iluminura cabe nessa espaço, sendo provável que a mesma tenha sido uma cópia direta de uma abside de uma estrutura desconhecida.
Cristo encontra-se numa posição de subordinado, mais abaixo e não centrado, enquanto Pilatos mantém umas postura de comando, encontrando-se no centro da iluminura. Este detalhe distingue esta iluminura das muitas outras que representam este episódio na arte cristã e medieval antigas. Outro detalhe que distingue esta iluminura das outras que representam este episódio é o momento que foi escolhido para a representar - a primeira representa o início do julgamento, quando Jesus é levado à presença de Pilatos pelos high priets, um dos quais apoia a acusação de que Cristo é vítima; a segunda representa o momento da escolha entre Barabás e Cristo oferecida por Pilatos aos judeus. Estas duas cenas mostram o momento oficial do início do julgamento e o monento em que a questão crítica foi colodada (a escolha entre o criminoso e Jesus).
Quase todas as outras representações normalmente representam a famosa cena em que Pilatos lava as mãos, simbolizando que deixa de ter responsabilidade pelo resultado do julgamento e da desisão tomada pelos judeus.
No Codex Purpureus Rossanensis, o texto do Julgamento de Jesus tem três atos e três interlúdios.
A inscrição no topo da página (Matt 27:2) anuncia o começo do julgamento, cujo momento focal é o silêncio de Jesus e a sua recusa a responder às acusações, interpolado pelo destino de Judas (27:3-5).
O segundo evento do julgamento, a Escolha entre Jesus e Barabas (Lucas 23:18 ou Matt 27:21), tem uma cena de interlúdio que inclui o rei Heródes.
O terceiro momento do julgamento é o famoso momento em que Pilatos lava as suas mãos (Matt 27:23-25) com um interlúdio da Menssagem da mulher de Pilatos (Matt 27:19).
Na iluminura que representa S. Marcos a escrever o Evangelho, estão presentes duas figuras: S. Marcos, sentado num trono e a sua musa, Sofia, que representa a sabedoria Divina. Nesta iluminura, os robes das figuras mostram uma grande complexidade na sua composição, sendo visíveis as pinceladas nas dobras do tecido. A arquitetura presente consiste apenas em duas colunas e algo que se asemelha a uma abside ou um arco. O topo do arco, com o seu padrão semelhante a uma concha, é rígido e afiado, o que pode provar as teorias de que estas iluminuras provêm de outras estruturas existentes.